# ۱۵۵۰ (میلادی)
۱۵۵۰ (میلادی) هزارو پانصد و پنجاهمین سال تقویم میلادی است.

## رویدادها
- ۸ فوریه: پاپ ژولیوس سوم به عنوان بیست‌ودومین پاپ جانشین پل سوم شد.
- ۲۱ ژوئیه: انجمن یسوعی‌ها به تأیید ژولیوس سوم رسید.

تاریخ دقیق نامشخص:
- آلتان خان پکن را محاصره کرد.
- هلسینکی که بعدها پایتخت فنلاند شد توسط گوستاو اول سوئد بنیاد شد.
- ایسلند به طور کامل پروتستان شد.
- نخستین سالنمای نوستراداموس نوشته شد.
- جان دی تحصیلاتش در دانشگاه کاتولیک لون را به پایان رساند.
- کشف نقره در ساکاتکاس و گوآناخوآتو در مکزیک، و پوتوسی در بولیوی باعث آغاز ورود مهاجران جوینده نقره شد.

## زادگان
- ۱۷ سپتامبر – پل پنجم، کشیش ایتالیایی (د. ۱۶۲۱)
- ۳۰ سپتامبر – میشائل مستلین، ریاضی‌دان و ستاره‌شناس آلمانی (د. ۱۶۳۱)
- ۲۹ دسامبر – گارسیا د سیلوا، نویسنده و کاشف اسپانیایی (د. ۱۶۲۴)

## درگذشتگان
- - آق کوبک، حاکم خانات آستراخان
  - جمشیدقلی قطب‌شاه، حاکم دوم گُلکنده
  - تابین‌شوهتی، شاه برمه (زاده ۱۵۱۲ (میلادی))